# Herbert Wursthorn
Herbert Wursthorn (ur. 22 czerwca 1957 w Würtingen) – niemiecki lekkoatleta średniodystansowiec, halowy mistrz Europy.  W czasie swojej kariery reprezentował Republikę Federalną Niemiec.
Specjalizował się w biegu na 800 metrów. Zdobył brązowy medal tej konkurencji na halowych mistrzostwach Europy w 1980 w Sindelfingen, ulegając jedynie Rogerowi Milhau z Francji i Andrásowi Paróczaiowi z Węgier.
Zwyciężył w biegu na 800 metrów na  halowych mistrzostwach Europy w 1981 w Grenoble, wyprzedzając Paróczaia i Antonio Páeza z Hiszpanii.
Był wicemistrzem RFN w biegu na 800 metrów w 1985 oraz mistrzem w sztafecie 4 × 800 metrów w latach 1982–1986. W hali był wicemistrzem RFN w biegu na 800 metrów w 1980 i 1986 oraz mistrzem w sztafecie 3 × 1000 metrów w latach 1981 i 1983–1985.
Rekord życiowy Wursthorna w biegu na 800 metrów wynosił 1:46,75 (ustanowiony 10 czerwca 1980 w Warszawie), a w biegu na 1000 metrów 2:19:61 (4 lipca 1`980 w Lage.